# Reed Creek
Reed Creek is een plaats (census-designated place) in de Amerikaanse staat Georgia, en valt bestuurlijk gezien onder Hart County.

## Demografie
Bij de volkstelling in 2000 werd het aantal inwoners vastgesteld op 2148.

## Geografie
Volgens het United States Census Bureau beslaat de plaats een oppervlakte van
89,4 km², waarvan 60,4 km² land en 29,0 km² water. Reed Creek ligt op ongeveer 250 m boven zeeniveau.

## Plaatsen in de nabije omgeving
De onderstaande figuur toont nabijgelegen plaatsen in een straal van 24 km rond Reed Creek.